# Gesundheit Nordhessen Holding
Die Gesundheit Nordhessen Holding AG (Gesundheit Nordhessen Holding, Gesundheit Nordhessen, GNH AG) ist ein kommunaler Klinikverbund mit Sitz in Kassel (Deutschland). Im Landkreis Kassel  und in der Stadt Kassel betreibt die Gesundheit Nordhessen Holding AG Krankenhäuser der Grund-, Regel- und Maximalversorgung, sowie Fachkrankenhäuser. Im Jahr 2012 erwirtschaftete das Unternehmen einen Umsatz in Höhe von 334,5 Mio. Euro.

## Geschichte
Die Gesundheit Nordhessen Holding AG wurde am 26. Februar 2002 von der Stadt Kassel als Folgegesellschaft der 1992 gegründeten Klinikum Kassel gGmbH gegründet.
Zum 1. Oktober 2003 veräußerte der Deutsch-Evangelische Frauenbund das Kinderkrankenhaus Park Schönfeld in Kassel an die Gesundheit Nordhessen Holding AG zu 100 %, die es dem Klinikum Kassel zuordnete.
Mit der Orthopädischen Klinik Kassel gGmbH wurde die Casalis Ambulantes Orthopädisches Reha-Zentrum GmbH am 21. Juni 2004 gegründet. An dieser ambulanten Versorgungseinrichtung hält die Gesundheit Nordhessen Holding AG 80 %.
Zum 1. Januar 2004 verkaufte die Stadt Bad Arolsen die Krankenhaus Bad Arolsen GmbH an die Gesundheit Nordhessen Holding AG.
Der Landkreis Kassel übertrug der Gesundheit Nordhessen Holding AG am 1. Januar 2005 die Kreiskliniken Kassel GmbH mit den Kreiskrankenhäusern Helmarshausen, Hofgeismar und Wolfhagen. Hierbei erlangte der Landkreis eine Beteiligung von 7,5 % an der Gesundheit Nordhessen Holding AG.
Am 5. Dezember 2008 beschloss der Kreistag des Werra-Meißner-Kreises den Verkauf der Gesundheitsholding Werra-Meißner GmbH mit den beiden Krankenhäusern Kreiskrankenhaus Eschwege GmbH und Kreis- und Stadtkrankenhaus Witzenhausen GmbH an die Gesundheit Nordhessen Holding AG.
Die geplante Übernahme wurde jedoch vom Kartellamt untersagt.
Am 18. Juni 2009 hat das Bundeskartellamt die Übernahme der Gesundheitsholding Werra-Meißner GmbH mit Sitz in Eschwege untersagt.

## Medizinische Versorgung
Die Gesundheit Nordhessen ist ein regionaler Gesundheitskonzern, der das Spektrum der ambulanten und stationären Krankenversorgung mit nahezu allen Leistungen aus Medizin und Pflege abdeckt.
Größtes Haus der Unternehmensgruppe ist das Klinikum Kassel, das größte kommunale Krankenhaus Hessens. Es beherbergt 32 Kliniken und Institute mit 3.200 Fachkräften für jährlich fast 200.000 ambulant oder stationär zu behandelnde Patientinnen und Patienten.
Ebenfalls zur Holding zählt das Krankenhaus Bad Arolsen mit seinen Abteilungen für Innere Medizin, Unfall- und Viszeralchirurgie, Gynäkologie sowie Hals-Nasen-Ohren. Das Haus verfügt zudem über eine interdisziplinäre Intensivstation. Eine Schule zur Ausbildung in der Gesundheits- und Krankenpflege ist angeschlossen.

## Beteiligungen
Zur Gesundheit Nordhessen Holding AG gehören:
1. Klinikum Kassel GmbH, Kassel (90 %)
  1. MVZ Gesundheit Nordhessen GmbH, Kassel (100 %)
  2. Casalis Facility Services, Kassel (51 %)
  3. Medizinisches Versorgungszentrum für Reproduktionsmedizin GmbH, Kassel (7 %)
2. Krankenhaus Bad Arolsen GmbH, Bad Arolsen (100 %)
  1. Ohr- und Hörinstitut GmbH (40 %)
3. Reha-Zentrum Gesundheit Nordhessen GmbH, Kassel (100 %)
4. ökomed GmbH, Kassel (100 %)
5. Kassel School of Medicine gemeinnützige GmbH (100 %)
6. Gesellschaft für regionale medizinische Versorgung Nordhessen mbH (100 %)
7. Blutspendedienst Hessen & Baden-Württemberg des DRK gGmbH, Frankfurt/Mannheim[13] (7,73 %)